# ボクシング・デー
ボクシング・デー（英語: Boxing Day）は、イギリス・オーストラリア・ニュージーランド・カナダ・ケニア・南アフリカ共和国・香港・トリニダード・トバゴ・ナミビア・ベリーズなどの英連邦でよく見られるキリスト教に由来した休日。日付は12月26日。アイルランド、ドイツ、北欧などでは、聖ステファノの日（英語では聖スティーヴンの日、イエス・キリストが神の子であると述べ伝えたためにユダヤ教の教義に反するとして同じユダヤ人によって石打の刑に処された殉教者ステファノを偲ぶ）。
クリスマスの翌日で、元々は、教会が貧しい人たちのために寄付を募り、箱に入れられた（boxing）クリスマスプレゼントを贈る日であったことから"Boxing Day"と呼ばれる。なお、スペルは同じだが、スポーツのボクシングとは無関係である。
クリスマスも仕事をしなければならなかったバトラーはじめ、使用人たちに翌日、家族と過ごさせるための休日で、この日は一家の者たちは使用人に頼らず自分で全ての家事をしなければならない。また当日、主人が箱に贈り物を入れて彼らに配った。他、クリスマスにクリスマス・カードやプレゼントを届けてくれた郵便配達員にも、ねぎらいの意を込めて26日（当日が休日の場合は、次の平日になる）に箱入りのプレゼント（Christmas box）をする。また、バーゲンセールが行われる。
近年ではブラック・フライデーの普及などにより消費が落ち込み、重要度は減っている。